# Ulysses Colles
Ulysses Colles és un grup de turons del quadrangle Tharsis de Mart, situat amb les coordenades planetocèntriques a 6.94 ° latitud N i 237.53 ° longitud E. Té 84.81 km de diàmetre i va rebre el nom d'un tret albedo. El nom va ser aprovat per la UAI el 20 de juliol de 2012. El terme "Colles" és utilitzat per turons petits o knobs.